# ابرهام تاکر
ابرهام تاکر (انگلیسی: Abraham Tucker; ۲ سپتامبر ۱۷۰۵ – ۲۰ نوامبر ۱۷۷۴) یک فیلسوف اهل بریتانیا بود.